# BMP-T
El vehículo de apoyo de fuego BMP-T «Ramka» (en ruso: Боевая машина поддержки танков, Boyevaya Mashina Podderzhki Tankov, «Vehículo de Soporte y de Combate») es un nuevo vehículo de combate ruso para infantería diseñado para apoyar a los carros de combate y la infantería en operación, primariamente en zonas urbanas.
En algunos artículos de prensa se le apoda como el «Terminator»; Se ha entregado un pequeño lote inicial para su puesta a prueba operativa en el ejército de Rusia al inicio del año 2005.

## Historia
La idea del desarrollo de un vehículo de soporte a tanques y de combate no es nueva; ya que en ella varios países han presentado soluciones incluso iguales en el concepto, desde los años 70 los alemanes decidieron que esta idea en el campo de batalla sería avanzada y harían bien al dotar a sus carros de combate con un blindado capaz de seguirles en su operación; y que pudiera ofrecerles cubrimiento en caso de quedar sin muncición y/o quedar averiados, con ello surge la idea del Begleitpanzer (carro de escolta). Como sea, este vehículo no se construyó tal cual se estipulaba en sus bocetos, y así su producción en serie solamente se vio en conceptos de diferentes capacidades y distintas maneras de construcción, como en el Marder.
La historia del BMP-T se puede rastrear hasta los primeros días del conflicto checheno. Usando blindados convencionales durante las emboscadas en entornos urbanos, los rusos sufrieron bajas muy considerables en cuanto a pie de fuerza y equipamiento. Debiéndose estas pérdidas al atraso en tecnología acuciante, se hizo claramente necesario el construir un vehículo de combate y de defensa altamente protegido que proveyera una gran defensa en casos en donde la asistencia de un blindado en un entorno urbano lo exigiera. Los vehículos de artillería antiaérea autopropulsada suplieron temporalmente esta necesidad en Chechenia. Empero, esta clase de vehículos no estaban bien armados ni poseían el mismo blindaje ni la capacidad de paso de obstáculos como en un carro de combate principal (CCP). En vista de ello, se decide que sería mejor construir sobre la base del chasis de un carro de combate ya existente dicho vehículo, y que por ello este ofrecería la misma o mejor protección que la de un CCP. La protección del BMP-T está considerada como superior a muchos de los CCPs, tanto en su protección activa así como en su protección pasiva usada, y aún más si se cuenta el blindaje adicional (el vehículo no dispone de una torreta tripulada), que se ha distribuido en el casco del vehículo.
Para el concurso se presentaron diversos proyectos, entre ellos los Objetos 193A y 745 (del ruso: Ob'yekt 193A - Ob'yekt 745). Una maqueta a escala del Ob'yekt 199 se exhibió para el primer espectáculo de aparición en público en la exhibición BTVT-1997. El vehículo en esta exhibición tenía ligeras diferencias frente al diseño actual, estando armado únicamente con un solo cañón de calibre 30mm y misiles Kornet en sus lados. Los modelos de preserie del BMP-T se les ha desarrollado en el 2002.
En modelos ya más actuales y que han sido entregados para evaluación, el armamento es más poderoso, contando ya con 4 tubos lanzamisiles, 2 cañones de calibre 30 mm, y lanzagranadas del tipo automático y de calibre 40 mm.

## Uso operativo
En operaciones en zonas urbanas, el BMP-T es emplazado en una relación 2 a 1, de 2 BMP-T por cada carro de combate. En operaciones en el área rural la relación se invierte, donde un BMP-T sirve a 2 CCP's. Estos resultados son dados al gran grado de complejidad del combate en terrenos urbanos y dada la necesidad por una plataforma versátil que pueda abatir blancos múltiples a la vez y de diferentes niveles de protección. La introducción de este vehículo hace que el combate en sitios urbanizados sea menos desgastante para los tanques pudiendo incluso relevarlos momentáneamente a alguno de ellos cuando la carga de trabajo puede ser concentrada en su operación como objetivos principales de acierto, incluso pudiendo confrontar a los tanques enemigos y a otros vehículos altamente protegidos.

### Invasión rusa de Ucrania
Los rumores del envío de unidades BMP-T a los frentes de combate durante la invasión rusa de Ucrania empezaron en mayo de 2022, 3 meses después del comienzo de la guerra convencional entre Ucrania y Rusia, cuando las ofensivas en Kiev y Járkov demostraron que el combate urbano sería recurrente en el conflicto.
A comienzos de 2023, Rusia anunció oficialmente que enviaría BMP-T a Ucrania junto a 3 unidades de robots «Marker» para la primera semana de febrero. El 9 de febrero de 2023 se confirmó visualmente la destrucción de uno de estos en el frente de Kreminná.

## Descripción
El BMP-T está basado en el ya conocido chasis del T-72, el cual es usado en grandes cantidades por varios ejércitos y el cual es manufacturado bajo licencia en otros países. La parte trasera del compartimiento del conductor, al frente del chasis del vehículo, ha sido reformada, proveyendo un gran espacio extra interno. En el nuevo montaje se han equipado dos cañones semiautomáticos calibre 30 mm del modelo 2A42 con una cadencia de fuego cíclica de más de 600 disparos/minuto. Un total de 850 cartuchos para uso inmediato pueden ser acarreados. El cañón puede disparar una amplia gama de munición que incluye cartuchos de HE Trazadores (HE-T), Perforador de blindaje con vaina desechable tipo sabot (APDS), HE Fragmentario (HE-FRAG), y del tipo Perforador de blindaje con vaina desechable tipo trazador (AP-T). Una ametralladora calibre 7.62 mm se sitúa coaxialmente a los lanzamisiles en la torreta del armamento principal. Un total de cuatro lanzadores para misiles Ataka-T (ATGM); que pueden disparar diversos tipos de proyectiles antiblindaje, van montados en cada lado del afuste dispuesto para el armamento principal. Se incluyen cabezas tipo HEAT en tándem capaces de abatir blancos dotados de blindaje reactivo del tipo explosivo. Para acertar a blancos en condiciones diurnas/nocturnas, al BMP-T se le ha adaptado un sistema estacionario/móvil de detección y un sistema de control de tiro. Estos usan elementos ya probados y equipados en el carro de combate T-90S. El comandante del motorizado está equipado en su estación con una mira de tipo panorámico del modelo B07-K1, al puesto del artillero se le ha equipado con un conjunto de miras B07-K2 con canales de observación óptico-térmico en canales y un sistema de miras láser LRF. Los artilleros del lanzagranadas AG-17D cada uno cuenta con un dispositivo de visión Agat-MR para combate en entornos diurnos/nocturnos. Y a modo opcional, al BMP-T se le puede montar cualquiera de los sistemas de barrido de minas como los del modelo KMT-7 o el KMT-8. Este también se brinda como un kit de conversión para los T-72, y se puede ofrecer a aquellos usuarios de los carros T-72 que deseen aprovechar a sus T-72 en otro rol y cambiarlos al blindados BMP-T.

### Armamento y protección
El armamento montado incluye:
- Dos cañones semiautomáticos calibre 30 mm 2A42 de alimentación dual con 850 proyectíles embarcados.
- Dos Lanzagranadas calibre 30 mm. del modelo AG-17D con 600 granadas.
- Cuatro lanzadores para misiles 9M120-1 Ataka-T ATGM de calibre 130 mm.
- Una Ametralladora Pecheneg calibre 7.62mm o una Ametralladora PKTM calibre 7.62mm, con 2,000 cartuchos.
- Dos montajes de cinco tubos calibre 81 mm que lanzan granadas de humo.
- Aparte se pueden instalar armas adicionales a las que se encuentran ya montadas.

Al vehículo se le han incorporado dos tipos de blindaje adicional, un blindaje pasivo y otro de tipo reactivo. Se cree que su producción se verá retrasada debido a que se está estudiando la posibilidad de montar en otro casco el armamento citado.

## Usuarios
- Argelia. La versión de apoyo BMPT Terminator hubiera sido elegida en su nueva iteración[14]
- Kazajistán. 3 unidades, exhibidas por primera vez en el 2011 durante la parada militar del Día de la Constitución.[15]
- Rusia. En pequeñas cantidades (30 hasta mayo de 2022, o más posiblemente) para propósitos de evaluación y combate en la guerra de Ucrania. Tres unidades han sido destruidas en combate.

### Desarrollos relacionados
- T-72
- T-90AM
- / 2S19 Msta
- WZT-3
- VIU Munja

### Vehículos similares
- Marder
- Schützenpanzer Puma
- Lynx
- ZBD-97
- K-21 IFV
- M2/M3 Bradley
- /ASCOD Pizarro/ULAN
- AMX-10P
- TAM VCTP
- Namera
  Achzarit
- Dardo
- Tipo 89 VCI
- VCI Anders
- FV510 Warrior
- T-15 Armata
 Kurganets-25
 BMP-3
 BTR-T
- Bionix VCI
- CV90/CV9030/CV9040
- Achzarit
- Namer
- Namera
- VIU-55 Munja